# Cañasgordas
Cañasgordas este un municipiu din departamentul Antioquia, Columbia.